# Hl. Schutzengel (Hambühren)

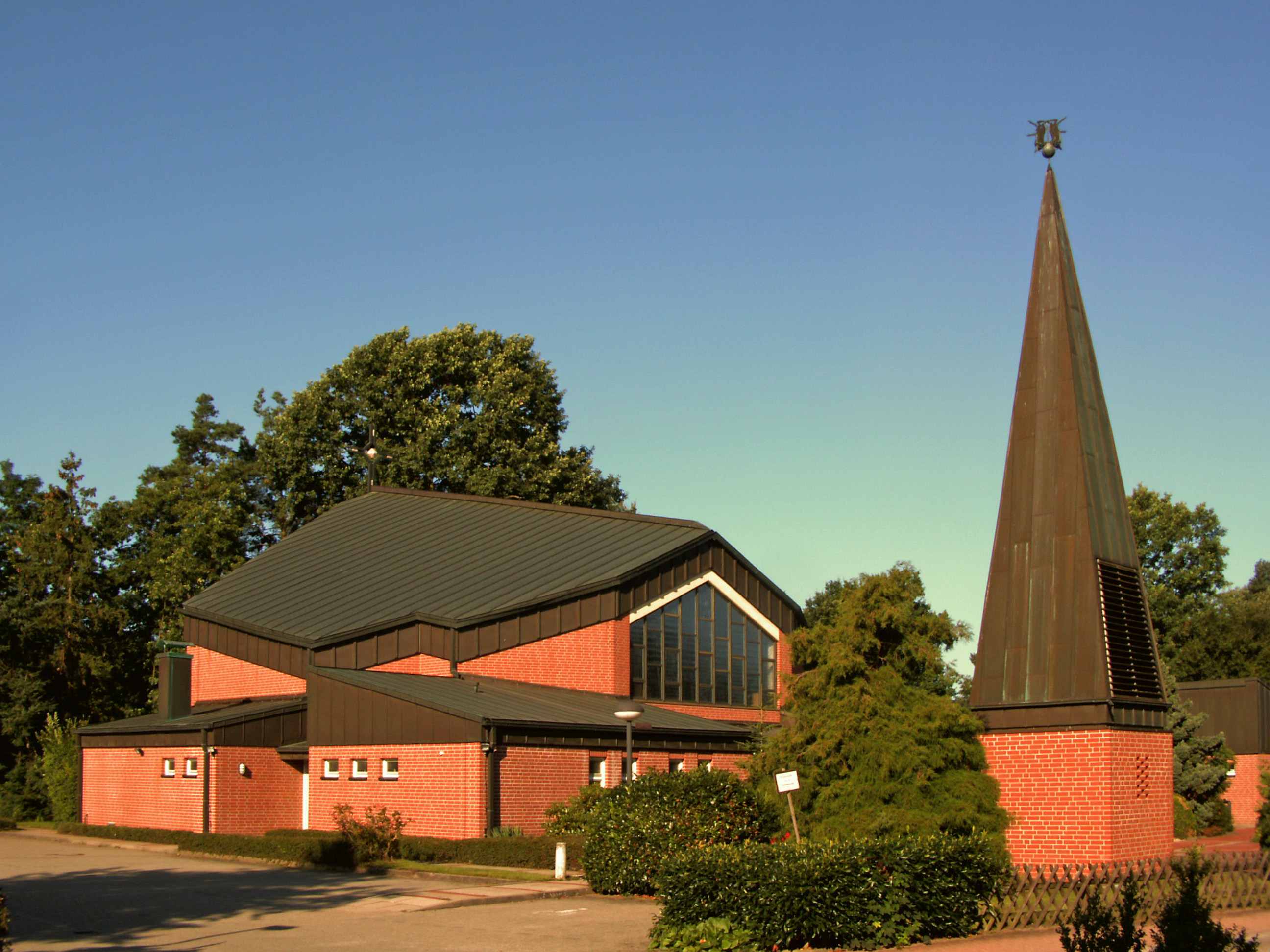
Hl.-Schutzengel-Kirche, 2012

Die Kirche Heilige Schutzengel ist die katholische Pfarrkirche in Hambühren, einer Gemeinde im Landkreis Celle in Niedersachsen. Sie ist die jüngste Kirche im Dekanat Celle und die einzige Kirche im Bistum Hildesheim, die nach den Schutzengeln benannt ist. Die Kirche hat den Status einer Pfarrkirche und befindet sich in der Eichendorffstraße 11.

## Geschichte
Ende 1950 kamen etwa 800 Heimatvertriebene, überwiegend aus Schlesien stammend, aus dem aufgelösten Flüchtlingsaufnahmelager Reinsehlen (Landkreis Soltau) nach Hambühren. Auch der katholische Lagerpfarrer aus Reinsehlen, Pfarrer Hoenke, sowie drei Schwestern der Kongregation der Schwestern von der hl. Elisabeth kamen mit nach Hambühren. Die Heimatvertriebenen siedelten sich auf dem Areal der ab 1939 erbauten ehemaligen Lufthauptmunitionsanstalt 1/XI an. Durch Umbau der Bunker und Lagerhallen der ehemaligen Munitionsanstalt zu Wohnhäusern entstand die Ortschaft „Hambühren II“.
1950/51 wurde die katholische Notkirche zum Hl. Schutzengel eingerichtet, in einem Gebäude, das um 1940 als Lagerhalle der Munitionsanstalt erbaut worden war (MUNA-Gebäude 113, Kirchstraße 9/11). Am 2./3. Dezember 1951 erfolgte ihre Benediktion durch Bischof Joseph Godehard Machens. Ihre drei Glocken kamen vom Hamburger Glockenfriedhof. Im benachbarten Gebäude 114, ebenfalls eine ehemalige Lagerhalle der Munitionsanstalt, war bereits am 30. Oktober 1950 eine evangelische Kirche (Auferstehungskirche) eingeweiht worden, die noch heute besteht und inzwischen zu einem zeitgeschichtlichen Denkmal erklärt worden ist. Am 1. April 1960 erfolgte die Einrichtung der katholischen Kirchengemeinde Hambühren.
1984/85 bekam die Kirchengemeinde Hl. Schutzengel die 1971 erbaute Kirche Hl. Kreuz in Winsen, die zuvor zur Kirchengemeinde Maria Hilfe der Christen in Wietze gehörte, als Filialkirche hinzu. Am 1. Dezember 1985 wurde die Kirchengemeinde Hambühren zur Pfarrei erhoben.
Im Spätsommer 1986 erfolgte die Grundsteinlegung für die heutige Kirche an der Eichendorffstraße, am 5. Dezember 1987 folgte ihre Konsekration durch Weihbischof Heinrich Pachowiak. Das alte Kirchengebäude an der Kirchstraße wurde umgebaut und dient heute profanen Zwecken (Friseursalon und Pflegeheim). 1993 wurde die neue Kirche um einen freistehenden Turm mit neuen Glocken bereichert.
Am 1. November 2006 bekam die Pfarrgemeinde Hl. Schutzengel auch die Kirche Maria Hilfe der Christen in Wietze als weitere Filialkirche hinzu; deren Pfarrgemeinde, zu der damals etwa 640 Katholiken gehörten, wurde in diesem Zusammenhang aufgehoben. Dadurch erhöhte sich die Zahl der Gemeindemitglieder auf knapp 2900.

## Architektur und Ausstattung
Die Kirche befindet sich in knapp 38 Meter Höhe über dem Meeresspiegel. Hanns Joachim Klug schuf Altar, Tabernakel, Taufbecken, Ambo und Altarbild.
Zur Kirchengemeinde gehört die Kindertagesstätte St. Raphael. Ab 1950 zunächst im Erdgeschoss der bis 1967 bestehenden Schwesternstation (Eichendorffstraße 36) beheimatet, zog sie bereits 1951 in Nebenräume der Kirche. Seit 1999 befindet sie sich am heutigen Standort (Eichendorffstraße 9) und wurde 2010 um zwei weitere Räume im benachbarten Pfarrzentrum erweitert.